# Linie (gromada)
Linie – dawna gromada, czyli najmniejsza jednostka podziału terytorialnego Polskiej Rzeczypospolitej Ludowej w latach 1954–1972.
Gromady, z gromadzkimi radami narodowymi (GRN) jako organami władzy najniższego stopnia na wsi, funkcjonowały od reformy reorganizującej administrację wiejską przeprowadzonej jesienią 1954 do momentu ich zniesienia z dniem 1 stycznia 1973, tym samym wypierając organizację gminną w latach 1954–1972.
Gromadę Linie z siedzibą GRN w Liniach utworzono – jako jedną z 8759 gromad na obszarze Polski – w powiecie pyrzyckim w woj. szczecińskim na mocy uchwały nr V/49/54 WRN w Szczecinie z dnia 5 października 1954. W skład jednostki weszły obszary dotychczasowych gromad Bielice, Linie, Nowe Chrapowo, Stare Chrapowo i Swochowo ze zniesionej gminy Turze w tymże powiecie. Dla gromady ustalono 16 członków gromadzkiej rady narodowej.
29 lutego 1956 z gromady Linie wyłączono wieś Nowe Chrapowo, włączając ją do nowo utworzonej gromady Czarnowo w tymże powiecie.
1 stycznia 1958 do gromady Linie włączono (z powrotem) miejscowość Nowe Chrapowo ze zniesionej gromady Czarnowo w tymże powiecie; z gromady Linie wyłączono natomiast miejscowość Sobiemyśl, włączając ją do gromady Chwarstnica w powiecie gryfińskim w tymże województwie.
Gromadę zniesiono 31 grudnia 1959, a jej obszar włączono do nowo utworzonej gromady Bielice w tymże powiecie.